# Suifunema mackenziei
Suifunema mackenziei är en rundmaskart som beskrevs av Sandra Zervos 1987. Suifunema mackenziei ingår i släktet Suifunema och familjen Thelastomatidae. Inga underarter finns listade i Catalogue of Life.